# دومي شي
دوم شي هي مخرجة كندية- صينية المولد، ولدت في 8 سبتمبر 1989.